# Corpus Inscriptionum Latinarum
O Corpus Inscriptionum Latinarum (CIL) é uma compilação exaustiva das inscrições epigráficas latinas da antiguidade.

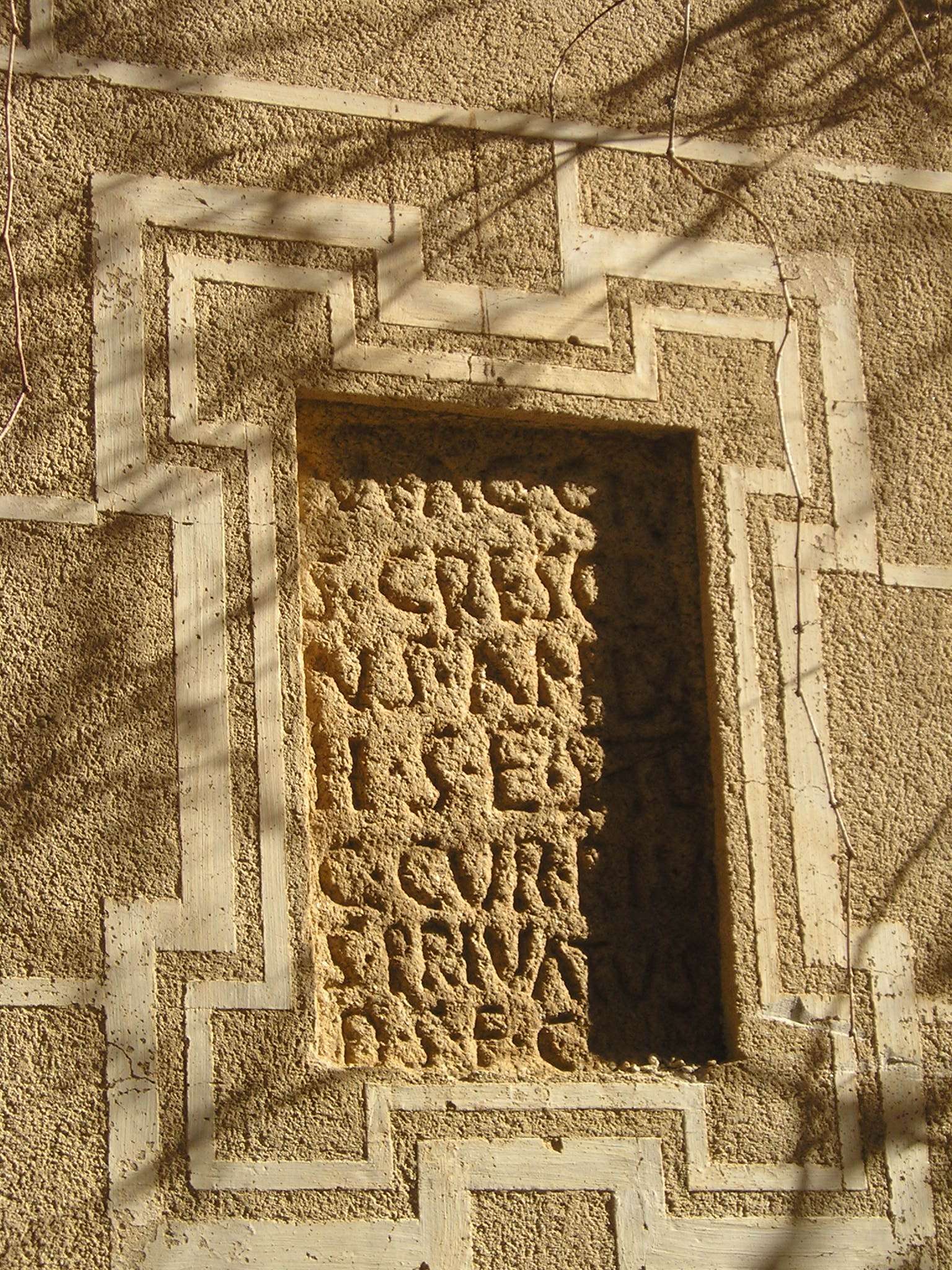
Inscrição : na parede de um edifício em Cáceres.

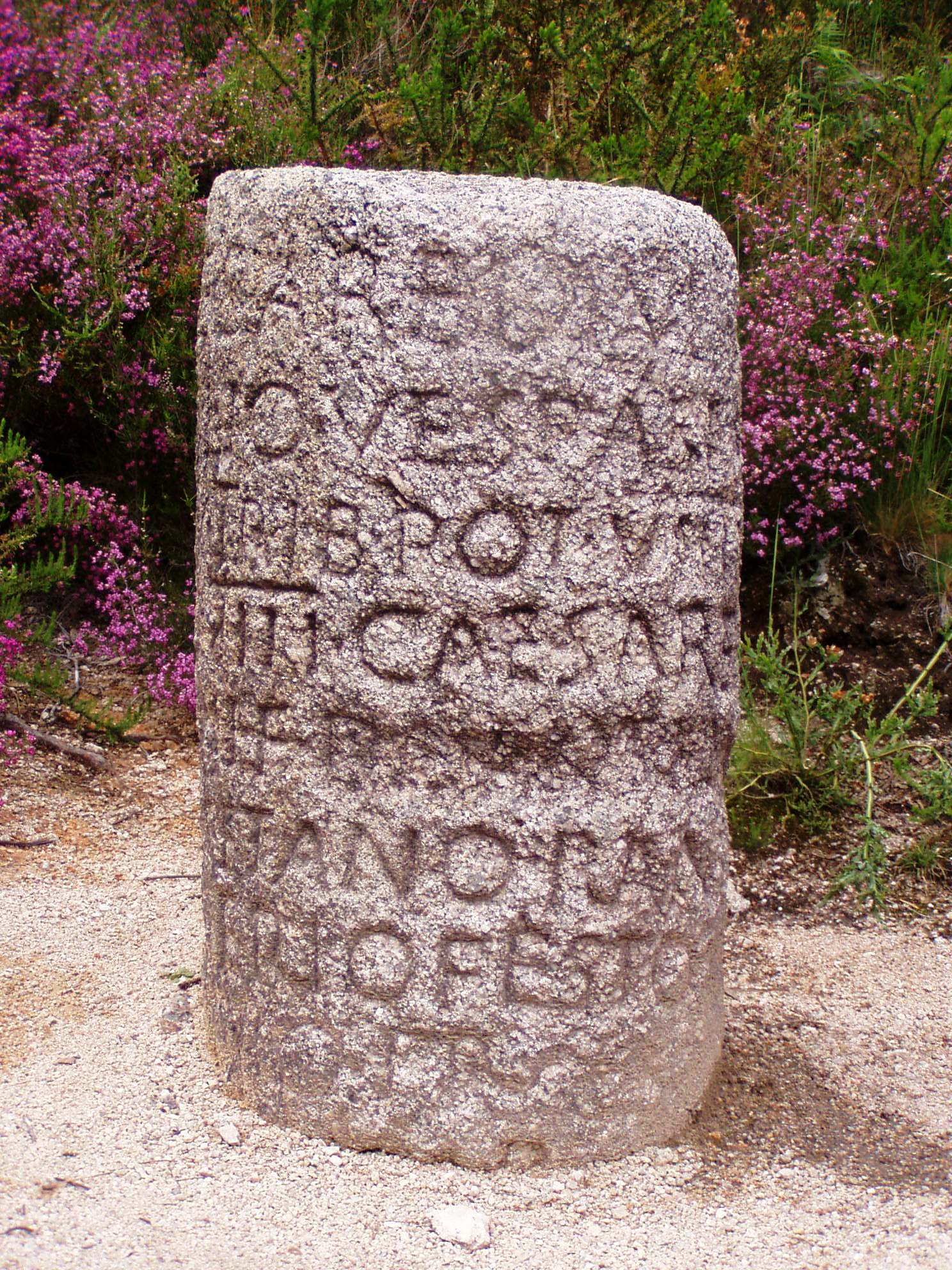
Inscrição epigráfica latina num marco miliário no Parque Nacional da Peneda-Gerês (Portugal)

O CIL inclui todos os tipos de inscrições latinas de todo o Império Romano, organizadas geográfica e tematicamente.
Os primeiros volumes compilaram e publicaram versões autorizadas de todas as inscrições previamente publicadas.
O Corpus, escrito inteiramente em latim, continua a ser actualizado com novas edições e suplementos.

## Criação
Em 1847 foi criado, em Berlim, um comité para organizar e publicar o CIL, coma base no trabalho dos eruditos dos séculos anteriores.
A principal figura do comité foi Theodor Mommsen, que redigiu vários dos volumes referentes à Itália.
O primeiro volume foi editado em 1853.

## Descrição
Actualmente, o CIL consta de 17 volumes em 70 partes, abrangendo, aproximadamente, 180.000 (cento e oitenta mil) inscrições.
O primeiro volume, em duas secções, cobre as inscrições mais antigas, até ao fim da República Romana.
Os volumes II ao XIV estão divididos geograficamente, seguindo a zona onde se encontraram as inscrições.
O volume II, publicado em 1869, designado por Inscriptiones Hispaniae Latinae, é dedicado a todas as inscrições conhecidas da Península Ibérica.
O XVII, por exemplo, dedica-se inteiramente aos miliários.
Está planeada a edição de um volume XVIII com o "Carmina Latina Epigraphica".
Um Index Numerum: Ein Findbuch Zum Corpus Inscriptionum Latinarum foi publicado em 2004.
As descrições incluem imagens da inscrição original, se se encontra disponível, desenhos que mostram as letras na sua posição e tamanho original, sendo também composto por uma leitura que desdobra as abreviaturas e procura reconstituir as partes perdidas, além de discutir as questões problemáticas.

## Índice
- Vol. I: Inscriptiones Latinae ad C. Caesaris mortem
- Vol. II: Inscriptiones Hispaniae
- Vol. III: Inscriptiones Asiae
- Vol. IV: Inscriptiones Pompeianae, Herculanenses, et al.
- Vol. V: Inscriptiones Galliae Cisalpinae
- Vol. VI: Inscriptiones urbis Romae
- Vol. VII: Inscriptiones Britanniae
- Vol. VIII: Inscriptiones Africae
- Vol. IX: Inscriptiones Calabriae, Apuliae et al.
- Vol. X: Inscriptiones Bruttiorum, Lucaniae et al.
- Vol. XI: Inscriptiones Aemiliae, Etruriae et al
- Vol. XII: Inscriptiones Galliae Narbonensis
- Vol. XIII: Inscriptiones trium Galliarum et Germaniarum
- Vol. XIV: Inscriptiones Latii veteris et Supplementum Ostiense
- Vol. XV: Inscriptiones urbis Romae
- Vol. XVI: Diplomata militaria
- Vol. XVII: Miliaria imperii Romani

## O CIL hoje
A Berlin-Brandenburgische Akademie der Wissenschaften continua a editar o CIL, adicionando novas informações.